# Coxton Tower

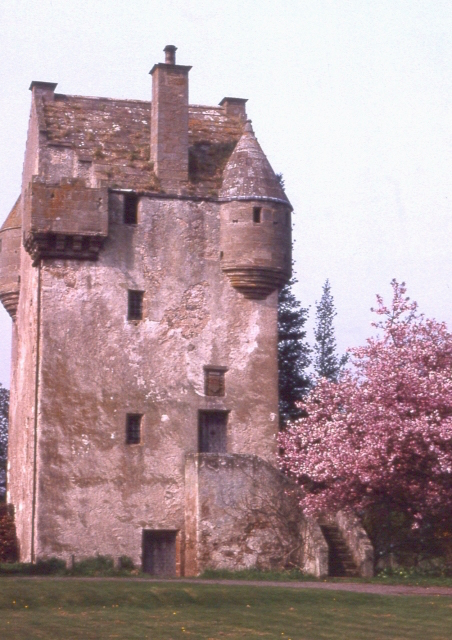
Coxton Tower

Coxton Tower ist ein Tower House nahe der schottischen Ortschaft Lhanbryde in der Council Area Moray. 1971 wurde das Bauwerk in die schottischen Denkmallisten in der höchsten Denkmalkategorie A aufgenommen.

## Geschichte
Es wird angenommen, dass der 1612 verstorbene Alexander Innes (siehe auch Innes Enclosure) im frühen 17. Jahrhundert den Bau von Coxton Tower begann. Fertiggestellt wurde das Tower House jedoch erst durch seinen Enkel Robert Innes of Invermarkie im Jahre 1641 oder 1644. Spätestens seit um 1900 ist Coxton Tower unbewohnt. 1910 erwarb die Familie Christie den Wehrturm. Malcolm Christie treibt seit 1989 die Restaurierung des Gebäudes voran. Zu Zeiten des Zweiten Weltkriegs wurde Coxton Tower kurzzeitig zur Stationierung kanadischer Soldaten genutzt.

## Beschreibung
Coxton Tower steht isoliert rund einen Kilometer südwestlich von Lhanbryde. Die Fassaden des viergeschossigen Tower House sind mit Harl verputzt. Sein Mauerwerk besteht aus Bruchstein, wobei Einfassungen aus Naturstein gearbeitet sind. An der Südfassade sind zwei Eingangstüren eingelassen. Eine befindet sich im ersten Obergeschoss und ist über eine später hinzugefügte außenliegende Treppe zugänglich. Oberhalb der Türe sind zwei Tafeln eingelassen. Sie tragen die Monogramme RI und AI für Robert Innes und Alexander Innes sowie IR und KG für Janet Reid und Kate Gordon, die beiden Ehefrauen Alexander Innes’. Die Räume der einzelnen Geschosse sind nicht unterteilt. Jedes verfügt über ein kleines Fenster. An der Südost- und Nordwestkante kragen Ecktourellen mit Kegeldächern aus. Ein Balkon ist mit Zinnenbewehrung ausgeführt.